# White Anglo-Saxon Protestant
WASP (z ang. White Anglo-Saxon Protestant) – biali Anglosasi wyznań protestanckich, którzy osiedlali się od XVII wieku na wschodnim wybrzeżu Stanów Zjednoczonych, tworząc brytyjskie kolonie. Stanowią oni pierwotny trzon narodu amerykańskiego. WASP do dziś stanowi najliczniejszą grupę zamieszkującą Nową Anglię.
Opublikowany w 2012 roku przez waszyngtoński think-tank Pew Forum on Religion and Public Life raport informuje, że po raz pierwszy protestanci nie są już większością społeczeństwa amerykańskiego, stanowią 48 procent. W 2007 roku było ich 53 procent.